# Vladimir Prelog

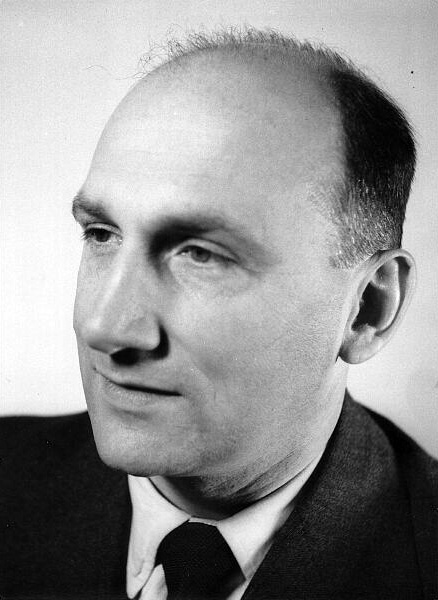
Vladimir Prelog

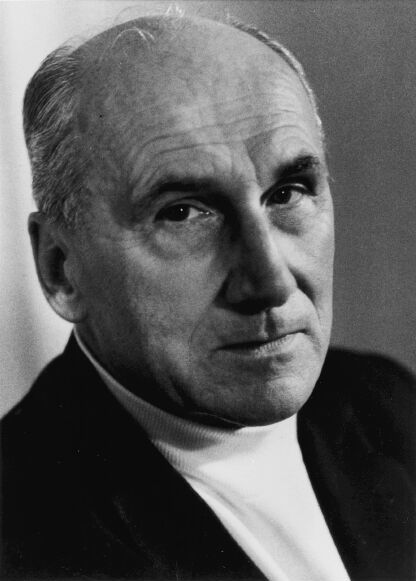
Vladimir Prelog (1986)

Vladimir Prelog (* 23. Juli 1906 in Sarajevo; † 7. Januar 1998 in Zürich) war ein jugoslawisch-schweizerischer Chemiker. Er erhielt im Jahr 1975 den Nobelpreis für Chemie zusammen mit John W. Cornforth für seine Arbeiten über die Stereoisomerie von organischen Molekülen. Bekannt ist auch die Cahn-Ingold-Prelog-Konvention (CIP) zur Beschreibung chiraler Moleküle, die er gemeinsam mit Robert Sidney Cahn und Christopher Kelk Ingold im Jahr 1966 vorschlug.

## Leben
Vladimir Prelogs Eltern waren Milan Prelog und Mara, geb. Cettolo. Sein Vater war Historiker und arbeitete in Sarajevo. 1915 zog die Familie nach Zagreb. Vladimir besuchte das Gymnasium in Zagreb und Osijek. Von 1924 bis 1929 studierte er Chemie an der Hochschule für Chemisch-Technologisches Ingenieurwesen der Tschechischen Technischen Universität Prag und wurde dort bei Emil Votoček promoviert. Zunächst arbeitete er in Prag als wissenschaftlicher Assistent in einem Labor, wo er aber keine Forschung betreiben konnte. 1933 heiratete er in Prag Kamila Vítek. 1935 wechselte er als Dozent an die Universität Zagreb. 1937 hielt er sich zu einem mehrmonatigen Forschungsaufenthalt bei Leopold Ružička, Professor an der ETH Zürich und Nobelpreisträger für Chemie (1939), in Zürich auf.
Nach dem Einmarsch der Deutschen 1941 wollte Prelog Zagreb verlassen und Ružička lud ihn ein, nach Zürich zu kommen. Dort begann er als Assistent am Labor für organische Chemie der ETH zu arbeiten. 1942 wurde er Privatdozent und 1945 zum Titularprofessor ernannt, 1947 zum ausserordentlichen Professor. 1950 wurde er Ordinarius ad personam und 1957 Ružičkas Nachfolger als Leiter des Instituts für Organische Chemie. 1976 wurde er emeritiert.
1949 wurde Prelogs Sohn Jan geboren und 1959 bekam er die Schweizer Staatsbürgerschaft. 1998 starb Prelog im Alter von 91 Jahren in Zürich. Seine Asche wurde am 27. September 2001 auf den Mirogoj-Friedhof in Zagreb überführt.

## Wirken
Mit seinen wissenschaftlichen Bemühungen führte er die Forschungen von Leopold Ružička weiter. Er war vor allem auf dem Gebiet der Stereochemie von Naturstoffen tätig, insbesondere der von Alkaloiden und Antibiotika. Die Stereochemie untersucht die räumliche Anordnung der Atome in den Molekülen. Sie möchte ein möglichst genaues Abbild der Gestalt von Molekülen vermitteln und leistet damit einen wesentlichen Beitrag zu den Kenntnissen über den Zusammenhang zwischen Struktur und Eigenschaften der Materie. Sie ist kein Spezialgebiet der organischen Chemie, sondern durchdringt als wesentliche Anschauung alle Gebiete der Chemie. Besondere Verdienste erwarb sich Prelog in der Erforschung der sogenannten „mittleren Ringe“, Ringverbindungen mit 8 bis 14 Kohlenstoffatomen, womit er eine Lücke zwischen den „klassischen Ringen“ mit 6 C-Atomen und den grossen Ringen mit 16 oder 18 C-Atomen, für deren Entdeckung Ružička mit dem Nobelpreis geehrt wurde, schliessen konnte.
Die Grundlagenforschung war für Prelog auch eine gesellschaftlich relevante Tätigkeit. Vor allem dann, wenn daraus später zum Beispiel Medikamente etwa zur Bekämpfung der Tuberkulose oder der Lepra entstanden. Auf seinen Arbeiten beruhte die Entwicklung wirksamer Antibiotika. Vladimir Prelog war bei seinen Mitarbeitern und Kollegen als unberechenbarer Humorist beliebt, der vor Ideen sprühte. Neben seiner hingebungsvollen Arbeit sammelte er Briefmarken, war begeisterter Photograph und liebte die Kammermusik. Auch für den Sport fand er Zeit und Interesse. Der Professor lebte als überzeugter Fussgänger, Nicht-Autofahrer und Nichtraucher. 1976 trat er in den Ruhestand, zog sich aber keineswegs aus der Forschung zurück. Am 22. September 1986 fand anlässlich des 80. Geburtstages von Vladimir Prelog ein wissenschaftliches Symposium im Auditorium Maximum der ETH Zürich statt. In diesem Rahmen wurde die erste Prelog-Vorlesung gehalten sowie die erstmalige Verleihung der goldenen Prelog-Medaille inszeniert.
Professor Prelog hat im Laufe seiner wissenschaftlichen Tätigkeit unzählige Auszeichnungen erhalten. Neben dem Nobelpreis für Chemie 1975 wurde er unter anderem mit der Ehrendoktorwürde der Universitäten Zagreb, Liverpool und Paris sowie des Weizmann-Instituts für Wissenschaften in Rehovot, Israel, geehrt. Ausserdem war er „Membre étranger“ der Académie des sciences, Paris, sowie auswärtiges Mitglied der Royal Society, London, Mitglied der United States National Academy of Sciences, der Leopoldina Halle, der American Academy of Arts and Sciences (1960), der American Philosophical Society (1976) und der Akademie der Wissenschaften der UdSSR. 1964 war Prelog mit dem Marcel-Benoist-Preis, dem ältesten Wissenschaftspreis der Schweiz, ausgezeichnet worden, 1974 erhielt er die Paul-Karrer-Medaille und 1968 erhielt er den Robert Robinson Award. 1986 wurde er Ehrenmitglied der Jugoslawischen Akademie der Wissenschaften und Künste. Auf dem Campus Hönggerberg der ETH ist der Vladimir-Prelog-Weg (vom Hönggerbergring bis zur Wolfgang-Pauli-Strasse) nach ihm benannt worden.

## Werke (Auswahl)
- My 132 Semesters of Chemistry Studies. American Chemical Society, Washington DC 1991, ISBN 0-8412-1772-6 (Autobiographie).